# Queer

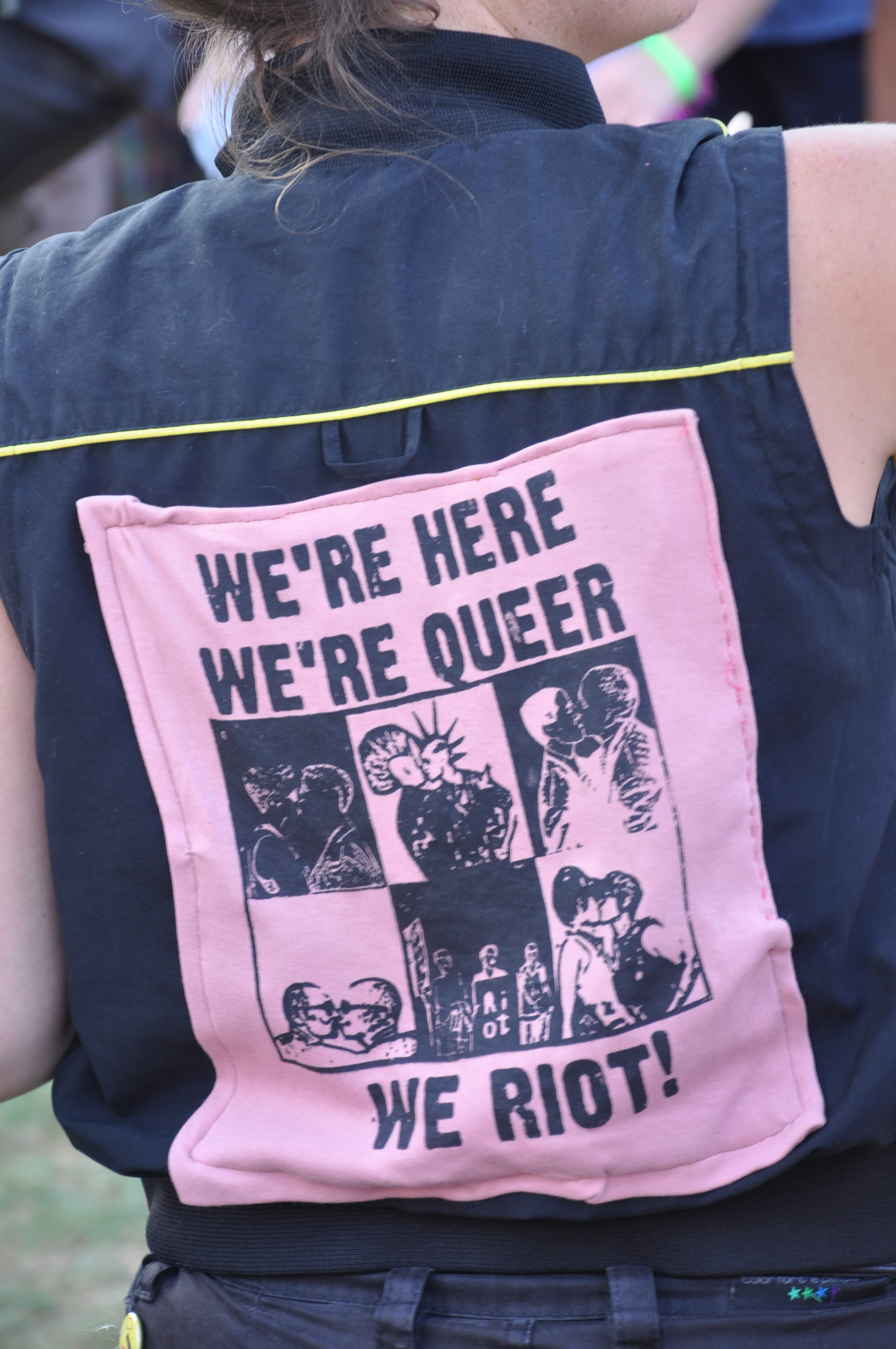
Camisa de participante da parada LGBT, no mês do orgulho, de Jerusalém em 2012‎, estampando uma frase: "estamos aqui, somos queer, nos rebelamos!" (we're here, we're queer, we riot!).

Queer (pronúncia em inglês: [kwɪə(r)] (escutarⓘ) ou [kwir]) é um termo guarda-chuva da língua inglesa para minorias sexuais e de género, ou seja, que não são heterossexuais, cisgénero, alo ou endossexo. Originalmente significando "estranho" ou "peculiar", queer era usado pejorativamente contra aqueles com desejos ou relações homossexuais no final do século XIX. A partir do final dos anos 80, ativistas queer, tais como os membros da Queer Nation, começaram a reconquistar a palavra como uma alternativa deliberadamente provocadora e politicamente radical aos ramos mais assimiladores da comunidade LGBT.
No século XXI, queer tornou-se cada vez mais utilizado para descrever um amplo espectro de identidades sexuais e políticas não normativas e de género. Disciplinas académicas como a teoria queer e estudos queer partilham uma oposição geral ao binarismo, à normatividade, e uma percepção de falta de interseccionalidade, algumas delas apenas tangencialmente ligadas ao movimento LGBT. Artes queer, grupos culturais queer, e grupos políticos queer são exemplos de expressões modernas de identidades queer.
Os críticos do uso do termo incluem membros da comunidade LGBT que associam mais o termo ao seu uso coloquial, depreciativo, aqueles que desejam dissociar-se do radicalismo queer, e aqueles que o veem como amorfo e trendy. Queer é por vezes alargado para incluir qualquer sexualidade não normativa, incluindo a heterossexualidade queer cisgénero, embora alguns homossexuais vejam este uso do termo como apropriação.

## Etimologia
O termo foi introduzido na língua inglesa por volta de 1500, com o sentido de "estranho, peculiar, excêntrico, esquisito", e possivelmente deriva do baixo alemão queer "oblíquo, fora do centro", relacionado com o alemão quer, "oblíquo, perverso, estranho," do velho alto alemão twerh "oblíquo". No sentido de "homossexual", como adjetivo, o primeiro registro é de 1922; o substantivo, com o mesmo sentido, data de 1935. O seu significado inicial pode ser compreendido através da história da criação do termo, inicialmente uma gíria inglesa, que literalmente significa "estranho", "ridículo", "excêntrico", "raro" ou "extraordinário".

## Ressignificação da palavra
A palavra queer sempre foi considerada ofensiva. No entanto, atualmente tem sido adotada pela comunidade LGBT+ com outro sentido, um sentido positivo. De um termo pejorativo, que colocava constantemente à margem os apontados por ela, a palavra passou a denominar um grupo de pessoas dispostas a romper com a heteronormatividade e também com o estereótipo homossexual padronizante, que diverge das formas mais comuns e até artísticas de condutas sexuais. Assim, pessoas LGBT, e outras pessoas consideradas estranhas por quebrarem as normas de género - e por isso, não aceitas socialmente -, ao se denominarem queer ganham espaço social e individualidade, distanciando-se cada vez mais de conceitos tais como "desviantes" ou "aberrações". Ser queer é estar fora das normas de género socialmente aceitas.

## Gênero-queer
Gênero-queer ou genderqueer é uma identidade de gênero não-binária, ou seja, que não se identifica como do gênero masculino ou feminino, independentemente do gênero ou sexo atribuído ao nascer.